# Porječje
Porječje (cyr. Порјечје) – wieś w Bośni i Hercegowinie, w Republice Serbskiej, w mieście Doboj. W 2013 roku liczyła 154 mieszkańców.